# Sixten Nordström
Sixten Georg Nordström, född 26 juni 1937 i Malmö, är en svensk musikdirektör, musikskriftställare och programledare i TV.

## Biografi
Nordström studerade vid Musikkonservatoriet i Malmö 1950–1960 med piano som huvudinstrument samt musikpedagogik. Han avlade studentexamen 1957 vid Malmö latinskola och musiklärarexamen 1960 vid Musikhögskolan i Stockholm som den förste som aldrig hade studerat där. Endast högskolan i Stockholm hade vid den tiden examensrätt och minst fjärde och sista året skulle man studera där, det så kallade provåret. Under slutet av studietiden arbetade Nordström parallellt som repetitör och tredje kapellmästare vid dåvarande Malmö stadsteater och arbetade med flera operaproduktioner och som musikansvarig för ett flertal talteaterproduktioner, många internationellt uppmärksammade i regi av Ingmar Bergman. 1958 debuterade han där som dirigent för musikalen Kungen och jag. Han komponerade också skådespelsmusik till pjäserna Änkan och Det blåser på månen.
1960–1964 studerade han musikvetenskap vid Köpenhamns universitet och verkade samtidigt också som lärare i Malmö samt musikkritiker i Skånska Dagbladet 1961–1967, därefter i tidningen Arbetet fram till början av 1990-talet. Han verkade även som konsertpianist, bland annat med Malmö symfoniorkester i George Gershwins Rhapsody in Blue (1961).
1964 startade han Malmökören -64 och bedrev 1965–1969 på uppdrag av Skolöverstyrelsen försöksverksamhet med nya former inom musikundervisningen som bidrag till Lgr 69. 1971 grundade han ett av Sveriges första musikgymnasier i Malmö, först vid Sankt Petri skola, senare vid Heleneholms gymnasium. 1973–1978 ledde han på Utbildningsdepartementets uppdrag arbetet som utbildningsledare för försöksutbildningen SÄMUS i Malmö. Fram till 1998 var han utbildningschef vid Musikhögskolan i Malmö och har därefter fortsatt som lärare där vid sidan om frilansande verksamhet som uppmärksammad författare av böcker om klassisk musik och föreläsare vid bland annat symfoniorkestrarna i Malmö och Göteborg.
För en större nordisk publik har han blivit känd som en musikpersonlighet mycket genom sitt programledarskap som efterträdare till Sten Broman i musikfrågetävlingen Kontrapunkt i Sveriges Television 1985–1998.
Han är gift med skulptören och keramikern Marianne Nordström och bosatt i Skanör.

## Priser och utmärkelser
- 1998 - H M Konungens medalj av 8 storleken i högblått band
- 2006 – Malmö stads kulturpris[1]
- 2015 – Medaljen för tonkonstens främjande[2]
- Hedersmedlem i Världsorganisationen Zonta
- Hedersmedlem i Malmö Rotaryklubb
- Hedersmedlem i Lunds Studentsångförening
- Tilldelades Lille Julaftonsocietetens Stora Pris 1996
- Utsågs av Finlands kulturjournalister till Årets programledare i den nordiska televisionen 1998
- Hederslatinare vid Malmö Latinskolas 600-årsjubileum
- Malmö Rotaryklubbs Kulturpris 2018

## Skrifter (urval)
- Så blir det musik (1989)
- Världens bästa operor: 29 operor som förtrollat världen (1995)
- De stora tonsättarna (1998)
- Stora operetter & musikaler (2003)